# George Yonashiro
George Yonashiro (São Paulo, Brasil, 28 de novembre de 1950) és un exfutbolista japonès. Una vegada retirat va exercir d'entrenador.

## Selecció japonesa
George Yonashiro va disputar 2 partits amb la selecció japonesa.